# Paul Stephenson
Sir Paul Robert Stephenson, QPM (26 septembre 1953), policier britannique, est un ancien commissaire en chef du Metropolitan Police Service (2009-2011).
Le 17 juillet 2011, Paul Stephenson annonce son intention de démissionner du poste de commissaire sur des allégations relatives aux liens qu'ils auraient entretenus avec Neil Wallis (en), qui a été arrêté sur des soupçons d'implication dans le scandale du piratage téléphonique par News International,.